# August Geldhof
August Geldhof (Izegem, 22 september 1922 - Brugge, 10 oktober 1981) was een Vlaams schrijver.

## Levensloop
Geldhof was een zoon van Cyrille Geldhof (1890-1971) en Celina Polley (1887-1974). Hij had twee zussen, van wie er een CVP-schepen van Izegem werd. Zijn broer was de pastoor van Meetkerke en historicus Jozef Geldhof. Hij doorliep de Latijns-Griekse humaniora aan het Sint-Jozefscollege in Izegem. Tijdens de Tweede Wereldoorlog vertrok hij naar het Oostfront, als vrijwilliger bij de Vlaamse SS. Na terugkeer en bestraffing, werd hij corrector in de drukkerij-uitgeverij Desclée de Brouwer.
Hij trouwde met Georgette Allewaert en ze kregen vijf kinderen.
Hij werd geestesziek en verbleef acht jaar in de psychiatrische inrichting van Beernem. Hij zette zich toen aan het schrijven en publiceerde autobiografische verhalen.

## Publicaties
- De winnaar verliest, roman, 1961.
- Heden geen medisch bezwaar, roman, 1977.
- Uitstel van executie, roman, 1979.
- Verschillende verhalen in tijdschriften en in verzamelbundels.